# Quartzite
Le (ou la) quartzite est une roche siliceuse massive, constituée de cristaux de quartz soudés. Il présente une cassure conchoïdale. Sa couleur est généralement claire.
Il existe deux types de quartzite :
- le quartzite métamorphique (ou métaquartzite), issu de la recristallisation d'un grès, d'une radiolarite ou d'un filon de quartz ;
- le quartzite sédimentaire (ou orthoquartzite), issu de la cimentation par diagenèse d'un grès.

La différenciation entre ces deux types est impossible avec un seul échantillon.

## Genre de « quartzite »
Le mot « quartzite » est considéré comme un substantif masculin dans la plupart des dictionnaires,, et des ouvrages spécialisés,,,. Il est utilisé dès 1823 par Alexander von Humboldt dans Essai géognostique sur le gisement des roches.
Le genre féminin est donné au mot dans certains ouvrages et dictionnaires du XIXe siècle.

## Gisements

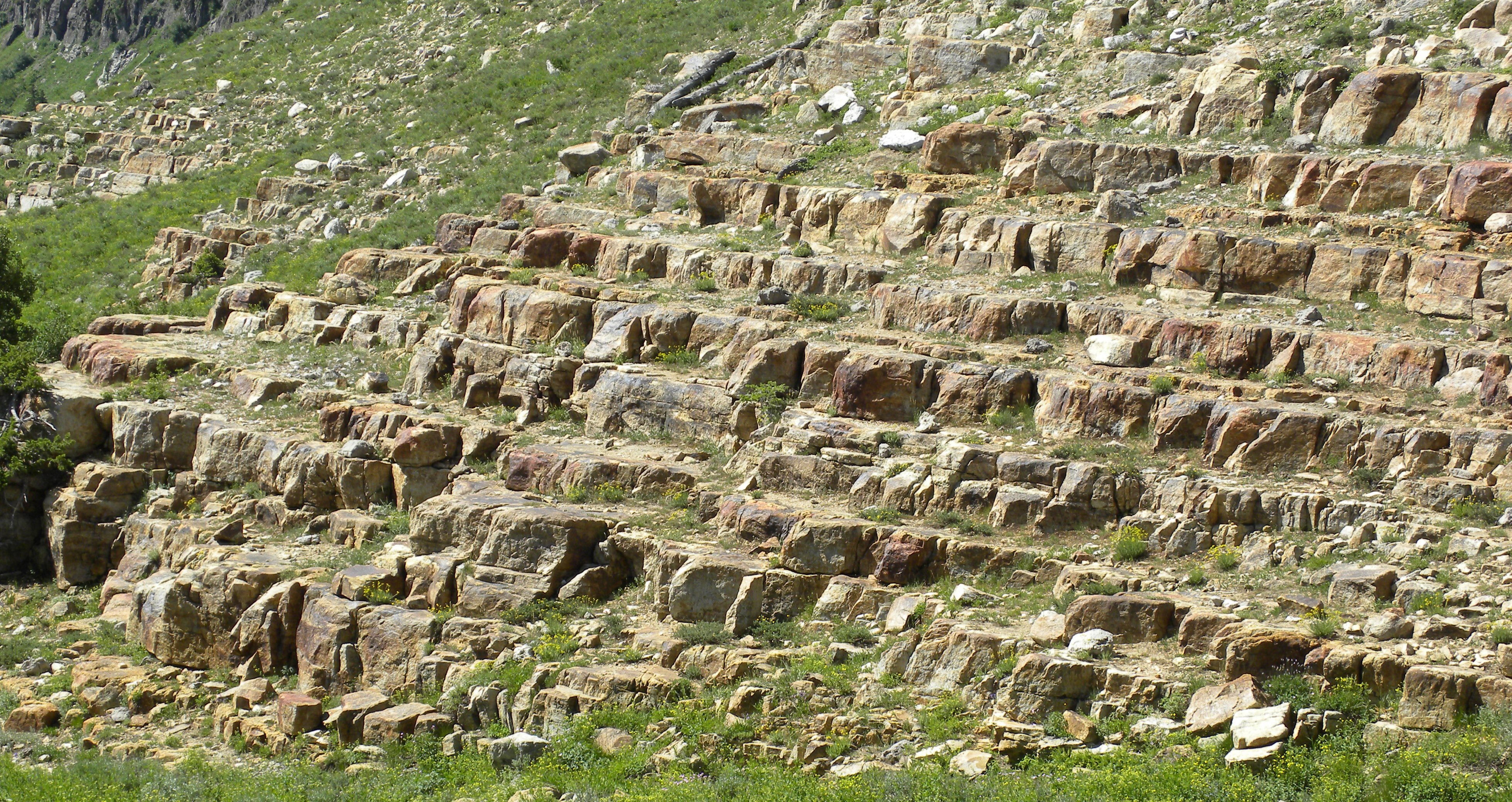
Quartzite.

On trouve du quartzite comme composant des micaschistes, des schistes ou des gneiss.
Il existe également du quartzite massif en divers sites de la planète.
Lorsque le quartzite est issu d’une roche sédimentaire initialement composée d’une alternance de lits argileux et siliceux (quartz), le métamorphisme a pour résultat de former dans la roche finale des lits de quartz, clairs, et de minces feuillets d’argile empilés, sombres.

### Afrique
En Mauritanie, d'anciens plateaux sont formés de couches de quarzites du Paléozoïque et de calcaires, déformés par la tectonique et les intrusions magmatiques, puis modifiés par l'érosion. Ils ont donné naissance localement au phénomène exceptionnel de la structure de Richat.

### Amérique du Sud
Datés du Précambrien, les quartzites sud-américains forment, notamment au Brésil et au Venezuela, des plateaux résiduels isolés (tepuys), dans lesquels s'ouvrent de profondes cavités, telles que la Sima Aonda, profonde de 360 m, l'un des plus grands puits naturels de la planète.

### Europe
Datés du Dévonien inférieur, les quartzites du Taunus forment l'axe de l'anticlinal du Hunsrück (Allemagne). Ils apparaissent également en Moselle (France). Il s'agit de sédiments déposés lors du Dévonien qui ont été transformés (métamorphisme) par des augmentations de pression et de température provenant d'événements tectoniques, de la superposition de nouvelles strates, et des déplacements dans les dépôts rocheux.
Sur la commune de Cheffois, en Vendée (France), un site de quartzite a été exploité dans le but de fournir le matériau nécessaire à la construction des routes et des voies ferrées dans l'Ouest et le Sud-Ouest. Cette carrière  a fonctionné de manière artisanale de 1896 à 1920 puis de façon industrielle de 1920 à 1953, date de la fermeture de la carrière.

## Utilisation

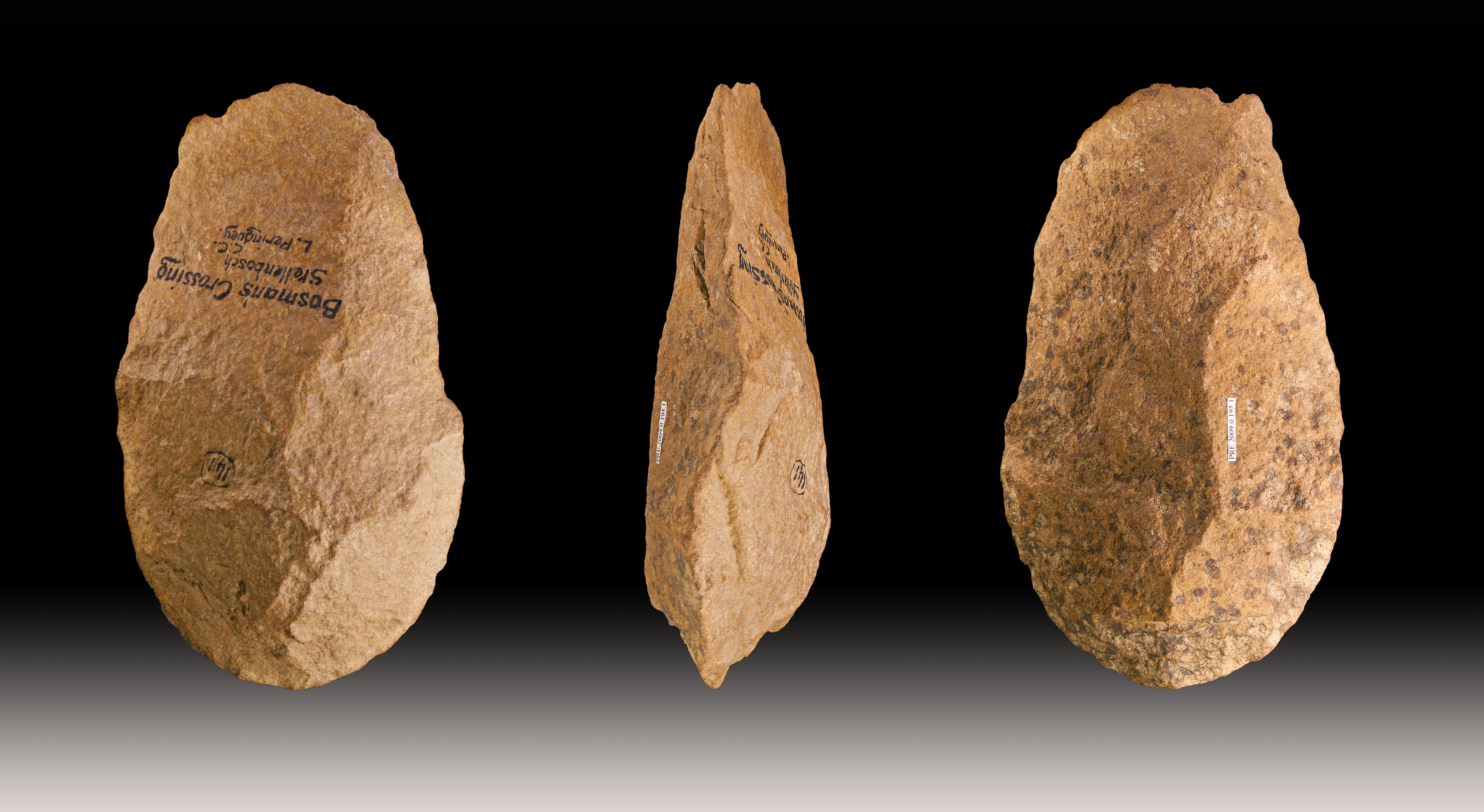
Biface en quartzite - Muséum de Toulouse.

Le quartzite a été utilisé au Paléolithique pour la confection d'outils.
Il est utilisé pour son excellente résistance à l'abrasion en couche de roulement (béton bitumineux et enduits) pour les chaussées, ainsi que pour la stabilisation des infrastructures ferroviaires (ballast). Le gravier de quartzite est couramment utilisé pour constituer le substrat des aquariums.
Le tombeau de Napoléon, aux Invalides, a été réalisé dans un bloc de quartzite de Carélie, et non de porphyre comme on peut le lire parfois.

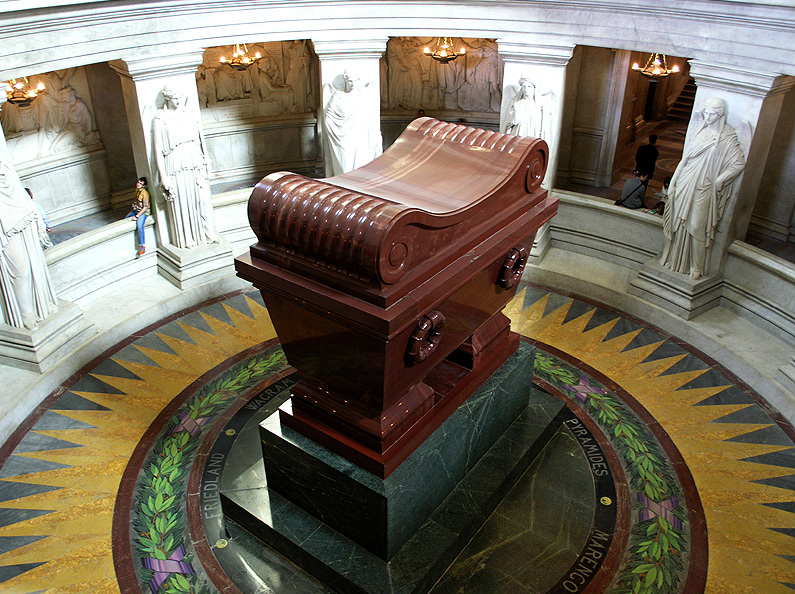
Le tombeau de Napoléon Bonaparte aux Invalides.

L'orthoquartzite (quartzite sédimentaire), appelé Ganister (en) en anglais, est utilisé comme matière première dans la fabrication de matériau réfractaire dans la sidérurgie. Présente entre les strates de charbon anglais, cette silice très pure a notamment été un revêtement performant pour les convertisseurs Bessemer.